# Coris latifasciata
Coris latifasciata là một loài cá biển thuộc chi Coris trong họ Cá bàng chài. Loài này được mô tả lần đầu tiên vào năm 2013.

## Từ nguyên
Tính từ định danh của loài được ghép bởi hai từ trong tiếng Latinh: lati ("rộng rãi") và fasciata ("có sọc"), hàm ý đề cập đến các vạch sọc màu cam sẫm trên lưng của cá trưởng thành.

## Phân bố và môi trường sống
C. latifasciata có phạm vi phân bố nhỏ hẹp ở vùng biển Trung Ấn Độ Dương. Loài này hiện chỉ được biết đến tại Maldives và quần đảo Chagos. C. latifasciata được thu thập ở độ sâu khoảng từ 10 đến 28 m.

## Mô tả
C. latifasciata có chiều dài cơ thể tối đa được ghi nhận là gần 9,4 cm. Cá trưởng thành có màu xanh lam nhạt đến màu xanh lục lam; bụng trắng. Lưng có 6 vạch sọc rộng màu cam sẫm. Đầu có màu xanh lục nhạt với các vệt sọc màu hồng. Có một đốm đen nằm giữa tia vây lưng thứ nhất và thứ hai, và một đốm đen tương tự ở gốc vây ngực. Cá con lốm đốm các chấm đỏ, tập trung nhiều ở đầu và thân trước (những chấm đỏ vẫn còn xuất hiện ở cá cái nhưng mờ hơn). Vây lưng có thêm một đốm đen nhỏ hơn ở phía sau, và một dải màu đen trên mõm.
Số gai ở vây lưng: 9; Số tia vây ở vây lưng: 11; Số gai ở vây hậu môn: 3; Số tia vây ở vây hậu môn: 11; Số tia vây ở vây ngực: 14–15.
C. latifasciata cùng Coris batuensis và Coris variegata là 3 loài chỉ có 11 tia vây ở vây lưng và vây hậu môn, trong khi các loài Coris còn lại đều có 12 tia.

### Trích dẫn
- J. E. Randall (2013). “Seven new species of labrid fishes (Coris, Iniistius, Macropharyngodon, Novaculops, and Pteragogus) from the Western Indian Ocean” (PDF). Journal of the Ocean Science Foundation. 7: 1–43.